# Consiglio della Cornovaglia
Il Consiglio della Cornovaglia (in cornico Konsel Kernow ed in inglese Cornwall Council) è il parlamento della Cornovaglia.